# Sajonia (región vinícola)

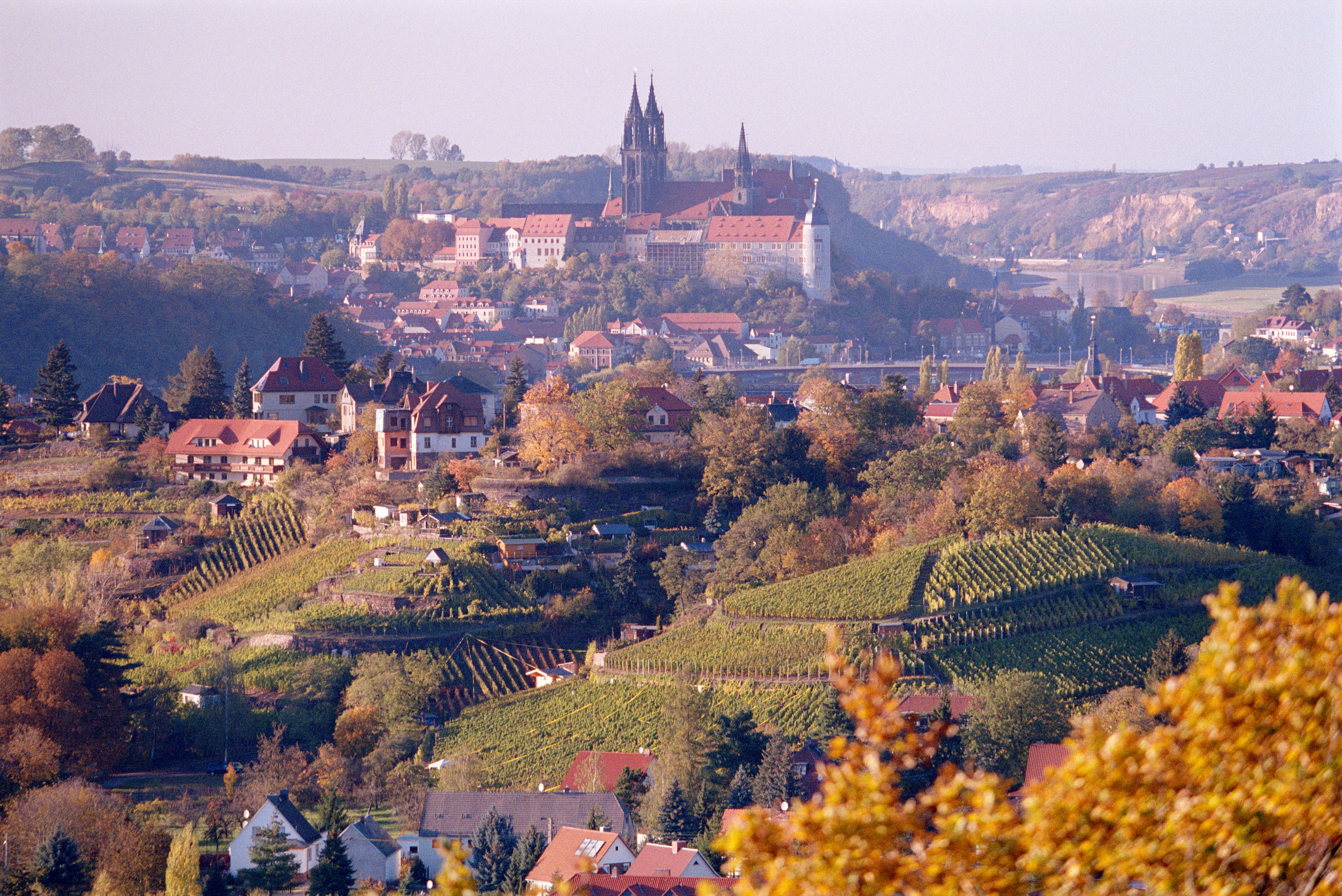
Colinas vitivinícolas en Meissen a orillas del Elba.

La región viticultora de Sajonia corresponde a una de las 13 regiones productoras de vino existente en Alemania. La región se encuentra en la parte oriental de los estados federales de Sachsen, Sachsen-Anhalt y Brandenburg. Posee una producción que supera por regla general los 400 Ha anuales (427 ha en el año 2003). El clima de la zona es moderado y permite suficientes días de sol (a pesar de estar por encima de los 51°
de latitud) como para que se pueda cultivar algunas variedades de uva.

## Zonas
La comarca vitivinícola se compone de dos zonas principales:
- Elbtal o valle del Elba que comprende a los alrededores de las ciudades de: Meissen, Radebeul, Pillnitz
- Elstertal o valle del Schwarze Elster

## Variedades
Las variedades corresponden generalmente a la uva blanca: Weißer Burgunder, Müller-Thurgau, Riesling, etc.